# Eumecichthys fiski
Eumecichthys fiski – gatunek ryby z rodziny Lophotidae, jedyny przedstawiciel rodzaju Eumecichthys. Osiąga do 150 cm długości. Gatunek rzadki, występuje we wszystkich oceanach, batypelagiczny/mezopelagiczny, spotykany na głębokościach około 1000 m p.p.m. Tak jak inne ryby z rodziny Lophotidae i pokrewnych ryb Radiicephalidae, ma cewkowaty gruczoł położony w pobliżu jelita tylnego, wytwarzający atramentową substancję wydalaną przez odbyt w razie zagrożenia.